# Garszasp

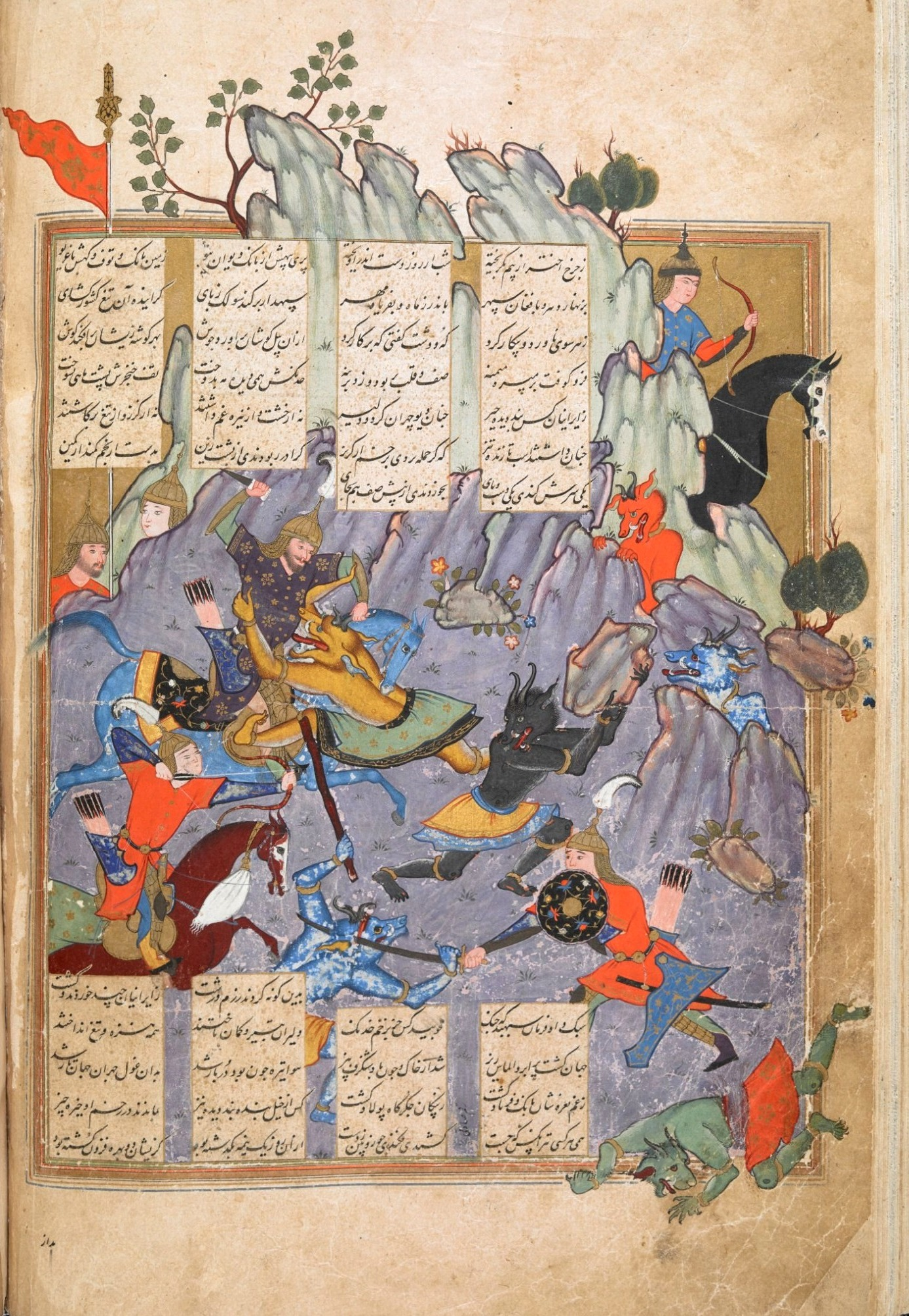
Garszasp walczący z sagsarsami, które używają gałęzi drzew jako broni. Miniatura Sadeghi Bega z Garszaspname. Iran, 1573. British Library

Garszasp – również Keresasp, Sam, Sam Keresasp. W mitologii irańskiej heros – pogromca m.in. smoków.
Był osiłkiem potężnej budowy, walczył świetnie maczugą i łukiem. Przybył z Indii.
Pokonał rogatego węża o zębach długości ramion dorosłego mężczyzny, zaszedłwszy go od strony ogona, musiał pół dnia biec aby dotrzeć do jego głowy i strzaskać mu kark maczugą. Szukając kiedy indziej smoka wszedł na górę i rozpalił ogień chcąc przyrządzić posiłek. Okazało się, że omyłkowo wszedł na smoka, który przebudził się parzony ogniem. Smok poruszył się, gorąca woda wylała się z kociołka na niego, wtedy pękł. Garszasp pokonał też Gandarwa, potwora morskiego, który porwał mu żonę Achrurak, ojca i piastunkę. Walka trwała dziewięć dni. Pokonał również wielkoludy wrogie ludziom i demona Wichru oraz ptaka Kamaka, który rozpościerając skrzydła spowodował suszę.
Został opiekunem Manuczehra z woli Feriduna. Był jego wasalem władając dzielnicą na wschodniej granicy Iranu w pobliżu Indii. Miał syna Zala, którego początkowo nie uznał z powodu białych jak śnieg włosów. Później jednak w poczuciu krzywdy uznał go (gdy ten wyrósł wychowany przez ptaki) i jemu właśnie przed śmiercią przekazał swoją maczugę.
Po śmierci dusza Garszaspa pojawiła się przed niebiosami lecz nie została wpuszczona, Ormuzd zarzucił mu zabicie jego syna Ognia (Atara). Wtedy zgodnie z obyczajem Garszasp zaczął wymieniać swoje liczne bohaterskie czyny. W jego obronie stanął sam Zaratusztra, lecz i to nie pomogło. Ormuzd zdecydował, aby dusza herosa wróciła do ciała. Tak też się stało i Garszasp ożył, lecz był ospały. Garszasp trafiony strzałą przez Turka Nuhina jeszcze bardziej osłabł. W końcu demon snu porwał go i schował w szczelinie. Następnie przysypał go śnieg. Obudzić go mają aniołowie, aby zabił Aži Dahakę podczas ostatecznej rozprawy ze złem.

## Interpretacja mitu
Motyw pokrewny śpiącym rycerzom. Walczy z tak wieloma wrogami, że trudno o jednoznaczną interpretację. Większość to interpretacje dotyczące magii deszczowej.